# 联盟MS-06
联盟MS-06是俄罗斯宇航联盟号的第135次飞行，本次任务将远征53的三名宇航员送到国际空间站。2017年9月12日飞船从哈萨克斯坦拜科努尔航天发射场发射升空 ，5小时38分钟后与国际空间站对接。飞船在2018年2月28日返回地球，同时带回三名宇航员。

## 机组人员
| 职位        | 姓名              | 飞行次数 |
| ----------- | ----------------- | -------- |
| 指令长      | 亚历山大·米苏尔金 | 第2次    |
| 飞行工程师1 | 马克·梵德·黑      | 第1次    |
| 飞行工程师2 | 约瑟夫·阿卡巴     | 第3次    |